# Црвеноврати гњурац
Црвеноврати гњурац (лат. Podiceps grisegena) је птица селица која се налази у умереним регионима северне хемисфере. Његово станиште за зиму је углавном ограничено на мирне воде одмах иза таласа око океанских обала, мада неке птице могу зимовати на великим језерима. Гњурци иначе преферирају плитке површине слатке воде као што су језера, мочваре или рибњаци као места за размножавање.
Црвеноврати гњурац је прилично сива до тамносива птица зими. Током сезоне гнежђења, добија црну капу на глави, контрастно бледо сиво лице  и добија препознатљиво црвено перје на врату, по чему је и добила име. Такође има сложен приказ удварања и разноврсна гласна оглашавања за парење. Када се упаре, гради се гнездо од водених биљака на врху плутајуће вегетације у плитком језеру или мочвари.
Као и сви гњурци, црвеноврати је добар пливач и посебно брз ронилац, и реагује на опасност роњењем уместо летењем. Ноге су постављене далеко позади на телу, близу репа, што птицу чини неспретном на копну. Рони за рибом или бира инсекте са вегетације; такође гута сопствено перје, вероватно да би заштитила систем за варење. Статус заштите његове две подврсте, Podiceps grisegena grisegena, која се налази у Европи и западној Азији, и веће Podiceps grisegena holbolii (понекад назване Холбелов гњурац), која се налази у Северној Америци и источном Сибиру, оцењен је као најмање угрожени таксон, а глобална популација је стабилна или расте.

## Таксономија
Црвеновратог гњурца је описао француски полихистор Жорж-Луј Леклерк, гроф де Бифон, 1781. године у својој „Histoire Naturelle des Oiseaux“. Птица је такође илустрована на ручно обојеној плочи коју је угравирао Франсоа-Никола Мартине у делу „Planches Enluminées D'Histoire Naturelle“, које је израђено под надзором Едме-Луја Добентона као пратиља Бифоновом тексту. Ни натпис на плочи нити Буфонов опис нису садржали научни назив, али је 1783. године холандски природњак Питер Бодерт сковао биномно име Colymbus grisegena у свом каталогу Planches Enluminées. Тип локалитета је касније означен као Француска. Црвеноврати гњурац се сада сврстава у род Podiceps који је описао енглески природњак Џон Латам 1787. године. Име рода Podiceps потиче од латинског podicis, „отвор“ или „анус“, и pes, „стопало“, и односи се на положај ногу гњурца према задњем делу тела. Име врсте grisegena потиче од латинских речи griseus (сив) и gena (образ) и односи се на сиве образе одраслих јединки у гнездећем перју.
Гњурци су мале до средње велике водене птице са режњевитим, а не пловним кожицама на прстима. Постоји неколико родова, од којих је најраспрострањенији Podiceps са девет врста, од којих је једна недавно изумрла. Најближи рођак црвеновратог гњурца је ћубасти гњурац који се храни рибом и који постоји у Европи и западној Азији. Могуће је да је црвеноврати гњурац првобитно еволуирао у Северној Америци, а касније се проширио у Европу, где је промена исхране ради укључивања више инсеката помогла у смањењу конкуренције са његовим већим рођаком. Фосили врсте који датирају из средњег плеистоцена пронађени су у Италији.

## Опис
Црвеноврати гњурац је средње велики гњурац, мањи од ћубастог гњурца Евроазије, као и од западног америчког гњурца и жутокљуногог гњурца Северне Америке, али приметно већи од осталих врста северних гњураца. У гнездећем перју има црну капу која се протеже испод ока, веома бледо сиве образе и грло, рђасто црвени врат, тамносива леђа и бокове и бели доњи део тела. Очи су тамносмеђе, а дугачак, шиљат кљун је црн са жутом основом.
Негнездеће перје црвеновратог гњурца је тамније него код осталих гњурца; његова тамносива капа је мање дефинисана и стапа се са сивим лицем, а бледи полумесец који се савија око задњег дела лица контрастира са остатком главе. Предњи део врата је беличаст или светло сив, задњи врат је тамније сив, а жута боја кљуна је мање изражена него лети. Иако је црвеноврати гњурац препознатљив по гнездећем перју, зими је мање препознатљив и може се помешати са сличним врстама. Већи је од ушатог гњурца, са релативно већим кљуном и сивим, а не белим лицем. По величини је ближи великом гњурцу, али та врста има дужи врат, контрастнији шарени узорак на глави и увек има белу боју изнад ока.
Полови су слични по изгледу, мада је мужјак у просеку нешто тежи од женке. Птићи имају пругасту главу и груди, а старији младунци имају пругасто лице, дифузно црнкасту капу, бледоцрвени врат и опсежну жуту боју на кљуну.
Црвеноврати гњурац лети са испруженим дугим вратом и великим ногама које се вуку иза тела, што му даје издуженији изглед. Релативно мала крила су сива са белим секундарним перјем и веома брзо се машу. Због мале површине крила, гњурац не може да полети са копна, и потребан му је дуг прелет преко воде да би постигао брзину потребну за полетање. Као и сви гњурци, црвеноврати је вешт пливач; користи стопала за кретање под водом, а управља ротирањем ногу, јер му је реп прекратак за ову сврху.
Ово је један од најгласнијих гњураца током сезоне парења, али је, као и његови рођаци, углавном тих током остатка године. Има гласно, кукајуће или завијајуће оглашавање „уууух“, којим се оглашава или једна птица или пар у дуету, ноћу или током дана, често из заклона. 60 узастопних понављања могу се испоручити током певачких сусрета између ривалских територијалних птица. Такође се чује велики број звукова квакања, кокодакања, шиштања, звецкања и предења, са много индивидуалних варијација.

### Подврсте
Тренутно постоје две прихваћене подврсте:
| Лето                             | Зима                               | Научно име                                   | Уобичајено име                                  | Дистрибуција | Белешке |
| -------------------------------- | ---------------------------------- | -------------------------------------------- | ----------------------------------------------- | --- | --- |
| Амагер, Данска                   | Језеро Лисвејн, Кардиф, Велс       | Podiceps grisegena grisegena Бодерт, 1783    | Европски црвеноврати гњурац                     | Широм северне и источне Европе од Данске на југ до Црног мора (и локално у Турској) и источно до централне Азије у Казахстану; зимује даље на југозападу до источне Британије и северне Француске, а на југу до централног и источног Медитерана, Каспијског језера и већих језера у југозападној Азији. | Номинована подврста. Мање, 40-50 цм дужине са 77-85 цм просечног распона крила, и тежине 692-925 гр. Краћи, слабији кљун са мање обимном жутом бојом у основи. |
| Парк Хамбер Беј, Торонто, Канада | Риверландс, Сент Луис, Мисури, САД | Podiceps grisegena holbollii Рајнхардт, 1853 | Амерички црвеноврати гњурац или Холбелов гњурац | Унутрашњост западне Канаде, Аљаска, крајњи север Сједињених Држава, а такође и источна Азија у источном Сибиру, Кореји и Хокаиду у северном Јапану; зимује на атлантској обали од Њуфаундленда на југу до Масачусетса и на пацифичкој обали од југозападне Аљаске на југу до Калифорније                 | Веће, 43-56 цм дужине, са 61-88 цм распоном крила и тежине од 750-1.600 гр. Дужи, дебљи кљун са обимнијом жутом бојом                                          |

Холбелов гњурац је добио име по данском истраживачу гренландских птица Карлу Петеру Холбелу . Пошто је Холбел био Данац, према члану 32.5.2.1 Међународног кодекса зоолошке номенклатуре, научна имена изведена из његовог имена третирају ø/ö као „o“, а не као „oe“ да је изведено из немачког имена, стога је исправан правопис подврсте Podiceps grisegena holbollii, а не „holboellii“ како се раније често наводило. Источноазијске птице су у неким аспектима средњег ранга, са нешто мањим кљуновима од америчких птица, иако су разлике премале да би се оправдало одвајање као трећа подврста. Разлика у величини између полова је нешто већа код ове подврсте него код Podiceps grisegena grisegena.
Познато је трансатлантско лутање обе подврсте, са два записа номиниране Podiceps grisegena grisegena на Гренланду и 12 записа Podiceps grisegena holbollii у Европи, од којих је половина на Исланду, а остатак подељен између Шкотске (два), Норвешке, Шведске, Француске и Шпаније.

## Распрострањеност и станиште
Гнежђење црвеновратог гњурца се одвија у плитким слатководним језерима, заливима већих језера, мочварама и другим унутрашњим воденим површинама, често мањим од 3 хектара у површини и мање од 2 м дубине. Црвеноврати гњурац показује склоност ка водама у шумским подручјима или, даље на север, у жбунастој тундри, и фаворизује места са обилном изданком вегетације, као што су тршћаци. Најбоље станиште за размножавање су рибњаци, који поред тога што испуњавају остале захтеве, имају обиље хране. Америчка подврста је мање везана за велику густину водених биљака и понекад се размножава на прилично отвореним језерима.
Све популације су миграторне и зимују углавном на мору, обично у естуаријима и заливима, али често и далеко од обале где су рибе у дохвату роњења близу плитких обала или острва. Пожељно станиште за пролаз и зимовање је вода до 15 м дубине са песковитим или шљунковитим дном, расутим камењем и мрљама морских алги. Током зиме, птице се обично хране саме и ретко се окупљају у јата, али током миграције, концентрације преко 2.000 јединки се могу појавити на омиљеним местима за окупљање. Миграција је обично ноћу, али се може догодити и током дана, посебно када је изнад воде. Ово је посебно приметно у јесен на Великим језерима, када и до 18.000 птица могу да прођу поред Вајтфиш Појнта на језеру Супериор; сматра се да су то канадске птице које се гнезде и крећу ка Атлантском океану на зиму. Ова источна рута је дужа од оне до Пацифика, али избегава Стеновите планине.
Подручје гнежђења црвеновратог гњурца преклапа се са подручјем славонског ушатог гњурца, иако се ова друга врста обично расељава са станишта погодних за обе врсте. Црвеноврати гњурац преферира умерену климу у унутрашњости, а мање је успешан близу обала и у субарктичким и топлим умереним зонама. Обично је низијска птица, која се гнезди испод 100 м надморске висине, иако се гнездио и до 1.800 у Турској.
Номинована подврста се гнезди од јужне Шведске и Данске преко централне и источне Европе на исток до западног Сибира, а зимује углавном у Северном и Балтичком мору, са мањим бројем у Јадранском, Црном мору, Каспијском језеру, Средоземном мору и на унутрашњим језерима. Podiceps grisegena holbollii се гнезди у Северној Америци на Аљасци, у западној и централној Канади и северном делу САД на исток до Минесоте; у Азији се гнезди у источном Сибиру од Камчатке на југу до Хокаида и на западу до Монголије. Азијске птице зимују на мору од Јапана до Источног кинеског мора, а америчке птице које се гнезде зимују у Пацифику, углавном од јужне Аљаске до Британске Колумбије (са мањим бројем на југу до Калифорније ), и на Атлантику од Њуфаундленда и Лабрадора до Флориде. Неке птице остају на Великим језерима ако су довољно без леда. Ова врста се јавља као ретка зимска луталица у Авганистану, Пакистану и деловима северне и западне Индије.

## Понашање

### Гнежђење и преживљавање
Црвеноврати гњурци се обично гнезде као изоловани парови са више од 50 м између суседних гнезда, мада се полуколонијално гнежђење може догодити на погодним местима, где може доћи до 20 парова који бране линеарну територију. Полуколонијално размножавање је вероватније да се одвија на најбољим локацијама, као што су велике плутајуће простирке вегетације без везе са обалом. На таквим локацијама, безбедним од већине предатора и довољно великим да пруже заштиту од ветра и таласа, гњурци се гнезде много ближе него они који се гнезде на обали, чак до 10 м. Парови који се гнезде у овим колонијама производе већа легла јаја, која се излегу раније током сезоне и резултирају већим бројем младунаца. Територија се брани разним начинима претње, укључујући ширење крила, погрбљивање и избацивање кљуна; парови који се размножавају у колонијама су агресивнији, мање је вероватно да ће оставити гнездо нечувано и показују већу склоност да се померају ван вида колоније када се не инкубирају. Размножавање је често у лабавој вези са галебовима или другим колонијалним птицама водених станишта.
Моногамни пар се формира у априлу или мају током миграције или на местима за размножавање, и почиње веома гласан ритуал удварања. Разрађени наступ парења укључује одмахивање главом, приказивање „мачке“ са спуштеном главом, паралелне трке у усправном положају и међусобно представљање зелених корова, а кулминира „пингвинским“ плесом у којем чланови пара подижу цело тело усправно, груди уз груди
Као и сви гњурци, црвеноврати гњурац прави гнездо близу воде у коју може да побегне, јер положај ногу далеко позади на телу спречава брзо кретање по копну. Често се размножава дубље у тршћацима него други гњурци. Гнездо је плутајућа платформа од биљне материје усидрена за потопљену или израњајућу вегетацију, у води 0.5-0.75 дубине, а већи део гнезда је испод водене линије. Полагање јаја се углавном одвија од средине априла до маја у Европи, а нешто касније, од средине маја до јуна, у Северној Америци. Родитељи могу напустити гнездо на значајне временске периоде током ноћи, вероватно како би избегли ноћне предаторе. Није јасно да ли је ово ради самозаштите или да би се заштитила јаја скретањем пажње са гнезда; чини се да гнездо не пати од овог привременог напуштања, без обзира на разлог.
Црвеноврати гњурац полаже четири или пет мутно белих или бледоплавих јаја, која у просеку износе 3,4 cm у ширину, 5,1 cm у дужину и тежи око 30.5 гр, од чега је 10% љуска. Родитељи се смењују у инкубацији јаја 21–33 дана док се не излегу поткрушци, одмах се пењу на леђа родитеља, где проводе већину времена док не напуне 10–17 дана. Родитељи могу хранити младунце до 54 дана након што младунци добију комплетно перје, и могу летети после од 50–70 дана. Родитељи се не мешају у храњење својих птића док их још носе. Касније се дуже брину о млађим птићима и агресивнији су према старијим потомцима. Ово изједначава преживљавање свих птића након излетања из јаја и подстиче њихову независност.  Легло може бити подељено, тако да сваки родитељ храни само неке од птића. Ово равномерно распоређује потребу за храном између родитеља.
Након парења, одрасле јединке се митаре са крила и привремено су неспособне да лете; миграција почиње када им перје за летење поново израсте. Црвеноврати гњурац обично има једно легло, мада друга легла и поновно гнежђење након губитка легла могу продужити гнежђење до јула или августа.
Јаја могу бити уништена, а тлићи убијени од стране разних предатора, укључујући ракуна у Северној Америци и црну врану у Европи. Штука може да лови птиће на води. У просеку, за сваку одраслу јединку, 0,65 младих птица је још увек живо до четвртог месеца, иако је стопа смртности за одрасле јединке непозната. Црвеноврати гњурци покушавају да избегну птице грабљивице роњењем; приликом храњења, роњења су у просеку мање од 30 секунди, иако су зарони за спасавање дужи.

### Храњење
На местима гнежђења, црвеноврати гњурац се храни углавном бескичмењацима, укључујући одрасле и ларве водених инсеката, као што су водене бубе и ларве вилиних коњица, раковима и мекушцима. Рибе (као што је мала бела риба ) могу бити важне локално или сезонски, посебно за америчку подврсту, а ракови могу чинити до 20% исхране гњурца. Птице које се гнезде на обали често лете у потрази за храном до унутрашњих језера или приобалних подручја ради хране.
Водени плен се добија роњењем или пливањем на површини са потопљеном главом, а копнени инсекти и њихове ларве се хватају са вегетације. Линија која се спушта надоле од ока до врха отворене доње вилице може се користити за уочавање плена пре роњења или приликом пливања под водом. Гњурац вероватно отвара кљун и гледа низ линију ока према својој мети. Европске подврсте, које се морају такмичити са ћубастим гњурцем за рибу, једу већи удео бескичмењака него америчка подврста са дужим кљуном, иако обе расе једу углавном рибу зими. Птице номинованих подврста из најсевернијих популација за гнежђење у Финској и Русији, изван ареала чубастог гњурца, имају дужи и тањи кљун од оних јужније, што одражава већи удео рибе у исхрани тамо где њихов главни конкурент није присутан. Ако је храна оскудна, родитељи могу оставити неизлегла јаја или дозволити да најмањи птићи гладују, иако се чини да ова друга стратегија није посебно ефикасна у заштити старијих пилића.
Као и други гњурци, црвеноврати гњурац уноси велике количине сопственог перја, које остаје у птичјем стомаку. Перје не само да гутају одрасле јединке, углавном током самочишћења, већ се њиме често хране и млади, понекад у року од једног дана након излегања. Ова перја се убрзо распадају у аморфну масу налик филцу. Функција перја у желуцу је непозната, иако се претпоставља да помажу у заштити доњег дигестивног тракта од костију и другог тврдог, несварљивог материјала.

## Статус
Црвеноврати гњурац има велики распон, процењен на 1–10 милиона квадратних километара и глобалном популацијом од 150.000–370.000 јединки, са Podiceps grisegena holbollii око двоструко бројнијом од номиналне расе. Тренд популације није квантификован, али се верује да не испуњава прагове за критеријум смањења популације (смањење за више од 30% за десет година или три генерације) Црвене листе IUCN-а. Из ових разлога, врста је оцењена као најмање угрожени таксон.
Црвеноврати гњурац је једна од врста на које се примењује Споразум о очувању афро-евроазијских птица селица водених станишта (AEWA). Стране Споразума су дужне да се укључе у широк спектар стратегија заштите које су описане у детаљном акционом плану. План је намењен решавању кључних питања као што су очување врста и станишта, управљање људским активностима, истраживање, образовање и имплементација.
Људи су ловили црвеновратог гњурца у северној Европи у мезолиту и палеолиту, али нема доказа да постоји значајан ниво лова у садашње време. У Северној Америци постоје потенцијалне претње од загађивача као што су полихлоровани бифенили (ПЦБ) и пестициди попут ДДТ- а који узрокују смањен репродуктивни успех због стерилности јаја и истањивања љуске јајета. Подручја за гнежђење могу бити угрожена модификацијом и деградацијом језера и људским поремећајима услед рекреативних активности на води. Не постоје докази који указују на то да би ове претње могле да представљају значајан ризик за целокупну популацију; више од 70% северноамеричких црвеновратих гњураца гнезди се у Канади, где је популација стабилна или расте.